# Bogumił Brzezinski
Bogumił Kazimierz Brzezinski (ur. 22 maja 1943) − polski chemik, profesor dr hab.
W 1967 ukończył studia na Wydziale Matematyki, Fizyki i Chemii Uniwersytetu im. Adama Mickiewicza w Poznaniu. Pracował następnie na tej uczelni, w 1972 obronił doktorat, w 1982 habilitował się. W 1991 został profesorem nauk chemicznych. W latach 1975−76 w ramach Stypendium Fundacji Aleksandra Humboldta odbył staż naukowy na Uniwersytecie w Monachium. Wielokrotnie odbywał staże na Uniwersytecie im. Alexandra Humbolta w Berlinie. Przez lata współpracował z Prof. Zundelem. W latach 1990−1996 był prodziekanem Wydziału Chemii UAM. Prof. Brzezinski jest promotorem 9 prac doktorskich.

## Zakres badań
Jest autorem blisko 400 publikacji naukowych o zasięgu międzynarodowym. Jest uważany za autorytet w dziedzinie spektroskopii w podczerwieni.
W pracy naukowej zajmuje się:
- spektroskopią,
- badaniami układów biologicznych (bakteriorodopsyna, enzymy, gossypol),
- badaniami jonoforów (monenzyna, kwas lasalowy).

## Odznaczenia i wyróżnienia
W 1994 odznaczony Krzyżem Kawalerskim Orderu Odrodzenia Polski.